# Brachionidium dalstroemii
Brachionidium dalstroemii är en orkidéart som beskrevs av Carlyle August Luer. Brachionidium dalstroemii ingår i släktet Brachionidium och familjen orkidéer. Inga underarter finns listade i Catalogue of Life.